# Island Lake (Southland)
Der Island Lake ist ein vor ca. 12.000–13.000 Jahren durch einen der Welt größten bekannten Erdrutsch entstandener See in der Region Southland auf der Südinsel von Neuseeland.

## Geographie
Der rund 40 Hektar große See befindet sich im südlichen Teil der Hunter Mountains, rund 5,7 km nördlich des Lake Monowai und rund 30 km südwestlich von Manapouri. Damit befindet sich der See noch im südöstlichen Teil des Fiordland National Parks. Der Island Lake besitzt eine Länge von rund 850 m in Nordwest-Südost-Richtung und eine maximale Breite von ebenfalls rund 850 m Südwest-Nordost-Richtung. Die Seehöhe des Island Lake, der nur wenige Streams als Zuflüsse besitzt, beträgt 710 m. Sein Abfluss befindet sich am nördlichen Ende des Sees. Im westlichen Teil des Sees liegt eine kleine rund 1,1 Hektar große in Dreiecksform geformte Insel.
Rund 220 m ostsüdöstlich befindet sich ein kleinerer See, der dem Island Lake seine Wässer zuträgt und rund 420 m weiter ostsüdöstlich befindet sich an den steilen Westflanken der Hunter Mountains mit dem Green Lake der größte See in dem ehemaligen Erdrutschgebiet.

## Geschichte
Geologen zufolge soll vor ca. 12.000–13.000 Jahren der Einsturz des rund 1500 m hohen Bergrückens auf der Ostseite des ehemaligen Tals des nördlichen Teils des Lake Monowai auch zum Zusammensturz eines rund 9 km langen Abschnitts der südlichen Hunter Mountains, weiter östlich gelegen, geführt haben. Schätzungen gehen davon aus, dass sich vermutlich durch ein extrem starkes Erdbeben ein Felsvolumen von ca. 27 km³ auf einer Fläche von rund 45 km² in Bewegung gesetzt und so die Landschaft neu gestaltet hat. Mit seinen gigantischen Ausmaßen zählt der Erdrutsch zu den bisher größten bekannten subaerischen Erdrutschen der Welt. Durch die Verformungen der Oberfläche entstanden u. a. vier Becken, von denen sich drei mit Wasser füllten. In zwei von diesen Becken sind u. a. die Seen Green Lake und Island Lake entstanden.
Ein See, der durch die Erdbewegungen im heutigen Tal des Grebe River entstanden war, füllte sich später mit Sedimenten, verschwand vor ca. 11.000–11.500 Jahren wieder und fiel vor ca. 8600–9000 Jahren gänzlich trocken.